# 高雄市立圖書館左新分館
高雄市立圖書館左新分館位於高雄市左營區博愛三路，總坪數有1,000坪（3,305平方公呎），樓板佔地面積4,515平方公呎，左新分館鄰近高雄捷運紅線生態園區站二號出口，與左營國中共構，一、二樓約一千坪是圖書館，三、四樓是高雄市立左營國中學生活動中心。

## 歷史
為解決新部落居民對於社區圖書館之殷切需求，創造全面性優質化、人文藝術化之學習環境，成為社區民眾活動與學習的最佳場所，左新分館並榮獲「國家卓越建設優質獎」及2010年「都市設計景觀評選大獎」，於2010年6月17日開館營運，左新分館是左營區第二所高雄市立圖書館分館。

## 館藏現狀
- 中文正體漢字圖書約32,000冊，英文圖書約14,000冊，視聽資料775件，大陸簡體字圖書4,738冊，合計51,513冊（件）。
- 中文期刊118種。
- 中文報紙14種，英文報紙1種。
- 座位數282席位。
- 上網座位20至30席[1]。

## 外部連結
- 高雄市立圖書館 （页面存档备份，存于）
- 高雄市立圖書館左新分館基本資料介紹 （页面存档备份，存于）
- 高雄市立圖書館左新分館粉絲團的Facebook專頁